# Pločica, Srbija
Pločica (izvirno srbsko Плочица) je naselje v Srbiji, ki upravno spada pod Občino Kovin; slednja pa je del Južnobanatskega upravnega okraja.

## Demografija
V naselju živi 1593 polnoletnih prebivalcev, pri čemer je njihova povprečna starost 39,5 let (38,1 pri moških in 40,9 pri ženskah). Naselje ima 665 gospodinjstev, pri čemer je povprečno število članov na gospodinjstvo 3,07.
To naselje je, glede na rezultate popisa iz leta 2002, večinoma srbsko.
|  |

| Demografija | Demografija     | Demografija     |
| Leto        | Št. prebivalcev | Št. prebivalcev |
| ----------- | --------------- | --------------- |
|             |                 |                 |
|             |                 |                 |
|             |                 |                 |
|             |                 |                 |
| 1948        | 2364            |                 |
| 1953        | 2702            |                 |
| 1961        | 2371            |                 |
| 1971        | 2146            |                 |
| 1981        | 2100            |                 |
| 1991        | 2013            | 1976            |
| 2002        | 2148            | 2044            |
|             |                 |                 |

| Etnična sestava po popisu iz leta 2002 | Etnična sestava po popisu iz leta 2002 | Etnična sestava po popisu iz leta 2002 | Etnična sestava po popisu iz leta 2002 | Etnična sestava po popisu iz leta 2002 |
| -------------------------------------- | -------------------------------------- | -------------------------------------- | -------------------------------------- | -------------------------------------- |
| Srbi                                   | Srbi                                   |                                        | 1.928                                  | 94,32%                                 |
| Madžari                                | Madžari                                |                                        | 43                                     | 2,10%                                  |
| Jugoslovani                            | Jugoslovani                            |                                        | 9                                      | 0,44%                                  |
| Črnogorci                              | Črnogorci                              |                                        | 6                                      | 0,29%                                  |
| Hrvati                                 | Hrvati                                 |                                        | 6                                      | 0,29%                                  |
| Romuni                                 | Romuni                                 |                                        | 6                                      | 0,29%                                  |
| Nemci                                  | Nemci                                  |                                        | 6                                      | 0,29%                                  |
| Makedonci                              | Makedonci                              |                                        | 6                                      | 0,29%                                  |
| Bolgari                                | Bolgari                                |                                        | 3                                      | 0,14%                                  |
| Romi                                   | Romi                                   |                                        | 2                                      | 0,09%                                  |
| Čehi                                   | Čehi                                   |                                        | 1                                      | 0,04%                                  |
| Rusi                                   | Rusi                                   |                                        | 1                                      | 0,04%                                  |
| Neznano                                | Neznano                                |                                        | 0                                      | 0,0%                                   |